# 元华车辆段
元华车辆段，是成都地铁5号线和8号线的车辆段、9号线的停车场，位于成都市武侯区桂溪街道双流区西航港街道川大路东延线成昆线西北侧，5号线于2019年启用，8号线和9号线于2020年启用。另设有联合检修库。9号线、8号线、5号线场段和联合检修库自西向东依次沿东北-西南方向平行布置。总用地面积为61.5公顷。

## 5号线车辆段
位于5号线线路中部，于2019年随5号线一期工程启用。出入段线分别由锦城大道站南侧区间、锦城湖站北侧区间引出，向西行进一段距离后，向西南由地下转为地面后自东侧接入车辆段。运用库设有20列位。

## 8号线车辆段
位于8号线线路中部，于2020年随8号线一期工程启用。出入段线分别由石羊站南侧区间、顺风站东侧区间引出，下穿绕城高速京昆高速白家立交后，由地下转为地面后自9号线、5号线出入段线之间接入车辆段。运用库设有36列位。设有主变电所。

## 9号线停车场
位于9号线线路中部，于2020年随9号线一期工程启用。出入段线分别由三元站东侧区间、锦城大道站西侧区间引出，下穿绕城高速后，由地下转为地面后自西侧接入停车场。运用库设有30列位。

## 联合检修库
与5号线出入段线接轨。承担5号线、6号线、7号线、8号线车辆大修/架修任务。东侧紧邻成昆线设有试车线。